# Setchey
Setchey eller Setch är en by i civil parish West Winch, i distriktet King's Lynn and West Norfolk, i grevskapet Norfolk i England. Byn är belägen 6 km från King's Lynn. Setchey var en civil parish fram till 1935 när blev den en del av West Winch. Civil parish hade 176 invånare år 1931.